# Государственный строй Камеруна
Государственный строй Камеруна осуществляется в рамках унитарной президентской республики, в которой президент Камеруна является одновременно главой государства и главой правительства, а также многопартийной системы. Исполнительная власть осуществляется правительством. Законодательная власть принадлежит как правительству, так и Национальному собранию Камеруна.

## Политический фон
В 1990 году правительство приняло закон, разрешающий создание нескольких политических партий и смягчающий ограничения на создание гражданских ассоциаций и частных газет. Первые многопартийные выборы в законодательные органы и президентские выборы в Камеруне были проведены в 1992 году, за ними последовали муниципальные выборы в 1996 году и еще один раунд законодательных и президентских выборов в 1997 году. Поскольку правительство отказалось рассмотреть требования оппозиции о создании независимой избирательной комиссии, три основные оппозиционные партии бойкотировали октябрьские выборы. Президентские выборы 1997 года, на которых Бия легко победила. Лидер одной из оппозиционных партий Белло Буба Майгари из ПНДП впоследствии присоединился к правительству.
В Камеруне есть несколько независимых газет. Цензура была отменена в 1996 году, но иногда правительство арестовывает или приостанавливает выпуск газет, а иногда арестовывает журналистов. Хотя закон 1990 года разрешает частные радио- и телестанции, по состоянию на март 1998 года правительство не выдавало никаких лицензий.
С годами положение правительства Камеруна в области прав человека улучшается, но остается несовершенным. Продолжают поступать сообщения о злоупотреблениях, в том числе об избиении задержанных, произвольных арестах и незаконных обысках. Судебная система часто коррумпирована, неэффективна и подвержена политическому влиянию.
Следует отметить тот факт, что Камерун - единственная страна, в которой две Конституции применяются одновременно. Например, Конституция 1972 года назначает премьер-министра конституционным преемником главы государства в случае недееспособности, смерти, отставки или безответственного отсутствия действующего президента. Напротив, конституционная реформа 1996 года назначает председателя Сената преемником конституции; но Сената (предусмотренного реформой 1996 г.) не существует. Помимо увеличения президентского срока с 5 до 7 лет, было внесено очень мало поправок Конституционной реформы 1996 года.

## Исполнительная власть
| Президент       | Поль Бийя  | Камерунское народно-демократическое движение | 6 ноября 1982 г. |
| Премьер-министр | Жозеф Нгют | Камерунское народно-демократическое движение | 4 января 2019 г. |

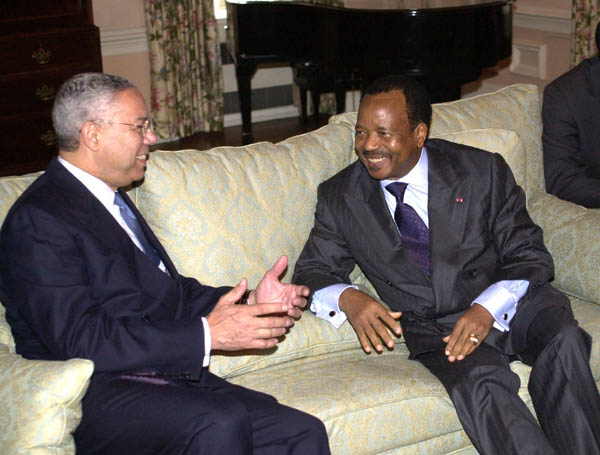
Президент Камеруна Поль Бийя (справа) с Колином Пауэллом, улыбаясь и разговаривая

Конституция Республики Камерун 1972 года, изменённая в результате реформ 1996 года, предусматривает сильное центральное правительство, в котором доминирует исполнительная власть. президент имеет право назначать и увольнять членов кабинета (независимо от парламентского представительства), судей, генералов, губернаторов провинций, префектов, субпрефектов и глав. Камерунских полугосударственных (около 100 контролируемых государством) фирм, обязывают или оплачивают расходы, утверждают или накладывают вето на правила, объявляют чрезвычайное положение и присваивают и расходуют прибыль полугосударственных фирм. Президент не обязан консультироваться с Национальным собранием. В 2008 году была принята поправка к конституции, которая устранила ограничения на срок полномочий президента.
Судебная власть подчиняется исполнительной власти Министерство юстиции. Верховный суд Камеруна может проверять конституционность закона только по запросу президента.
Все должностные лица местных органов власти являются сотрудниками Министерства территориального управления центрального правительства, от которого местные органы власти также получают большую часть своих бюджетов.
В то время как президент, министр юстиции и судебные советники президента (Верховный суд) возглавляют судебную иерархию, традиционные правители, суды и советы также выполняют функции правительства. Традиционные суды по-прежнему играют важную роль во внутреннем, имущественном и наследственном праве. Племенные законы и обычаи соблюдаются в официальной судебной системе, если они не противоречат национальному законодательству. Традиционные правители получают стипендии от национального правительства.

## Законодательная власть
Национальное собрание, состоящая из 180 членов, собирается на очередные сессии три раза в год (март / апрель, июнь / июль и ноябрь / декабрь), и до недавнего времени редко вносила серьезные изменения в закон, предложенный исполнительной властью. Законы принимаются большинством голосов присутствующих членов или, если президент требует второго чтения, голосов всех членов.
Следуя обещаниям правительства реформировать сильно централизованную конституцию 1972 года, Национальное собрание в декабре 1995 года приняло ряд поправок, которые были обнародованы в январе 1996 года. Поправки призывают к созданию сената из 100 членов как части двухпалатного парламента,, создание региональных советов и установление срока президентских полномочий до 7 лет с возможностью однократного продления. Одна треть сенаторов назначается президентом, а остальные две трети избираются путем непрямых выборов. В 2013 году правительство учредило Сенат.

## Судебная власть
Судебная власть подчиняется Министерству юстиции исполнительной власти.  Верховный суд может проверять конституционность закона только по запросу президента.

## Роль женщин
В статье о создании «образцовой камерунской женщины» в камерунском парламенте Лилиан Атанга исследует аргументы, используемые для увековечения популярного идеала, и дискурсы, которые «поддерживают и поддерживают статус-кво (например, женщины в качестве домашней прислуги или женщины в качестве поваров). ".

## Участие в международных организациях
Камерун является членом следующих организаций:
Ломейские конвенции, АБР, BDEAC, Содружество Наций, ЭСЦАГ, ЭКА, ФАО, Франк КФА, Группа 77, МАГАТЭ, МБРР, ИКАО, МУС, ICRM, Мар, ИБР, МФСР, МФК, МСФО, МОТ, МВФ, ИМО, Инмарсат, Intelsat, Интерпол, МОК, МСЭ, МКП, Движение неприсоединения, ОАЕ, ОИК, ОЗХО, СПС, УДЭАК, ООН, ЮНКТАД, ЮНЕСКО, ЮНИДО, ЮНИТАР, ВПС, ВТО, ВФП, ВОЗ, ВОИС, ВМО, ВТОО, ВТОО.